# Gacek (kot)

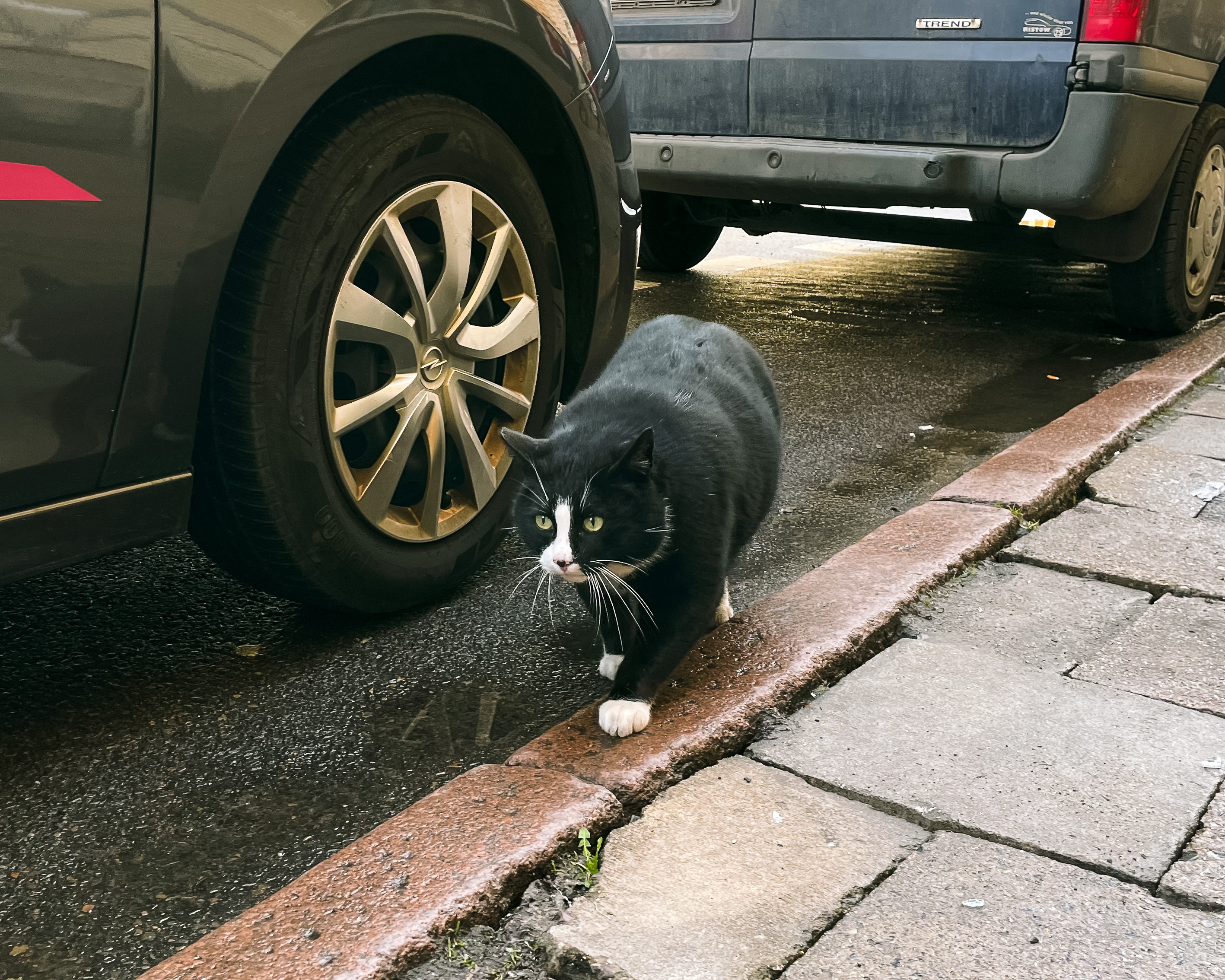
Gacek spacerujący po Szczecinie

Gacek – samiec kota domowego o czarno-białym umaszczeniu, będący w latach 2020–2023 jedną z najwyżej ocenianych w serwisie Google Maps atrakcji turystycznych Szczecina.
Kariera medialna zwierzęcia zaczęła się w 2020 roku, kiedy to wideo z Gackiem w roli głównej, opublikowane przez niemieckich turystów w serwisie YouTube, osiągnęło liczbę ponad 4,5 miliona odsłon. Gacek był kotem wolno żyjącym, najczęściej jednak można go było spotkać w drewnianej budce, postawionej specjalnie dla niego w centrum Szczecina, przy ul. Kaszubskiej. Kot przyciągał uwagę turystów, w tym obcokrajowców. Niektórzy z nich odwiedzali Szczecin specjalnie w celu spotkania Gacka, którego nazwano „królem ulicy Kaszubskiej”.
Agencja Reuters określiła Gacka mianem „Kim Kardashian kociego świata”, zauważając, że w pobliżu jego legowiska sprzedawane są już przedmioty z wizerunkiem Gacka. O Gacku pisały media amerykańskie, jak The Washington Post, indyjskie (India Times) czy nowozelandzkie (The New Zealand Herald). Związany z Gackiem wzrost ruchu turystycznego w Szczecinie jako „przerastający najśmielsze oczekiwania” określił w rozmowie z agencją Reutersa pracownik Centrum Informacji Turystycznej w Szczecinie. Odwiedzających przyciąga możliwość zrobienia kotu zdjęcia, natomiast fakt, że Gacek często nie zwraca uwagi na osoby w jego otoczeniu, wielu z nich nie przeszkadza.
W kwietniu 2023 Gacek trafił pod opiekę Towarzystwa Opieki nad Zwierzętami i zniknął z ulicy. Zwierzę znalazło się pod opieką TOZ między innymi z powodu nadwagi (ważyło 10 kg przy zalecanych 5–6 kg). Kot miał też inne problemy zdrowotne – z zębami i bolesnością łapek. W związku z tym trafił do profesjonalnego i zaufanego domu tymczasowego, gdzie przechodził leczenie i kurację odchudzającą.
8 września 2023 roku ogłoszono, że Gacek zamieszkał już w domu stałym, w którym ma spędzić resztę swojego życia.